# Costa del Meler

La Costa del Meler, respecte del terme d'Abella de la Conca

La Costa del Meler és una costa de muntanya del terme municipal d'Abella de la Conca, a la comarca del Pallars Jussà.
Està situada en els vessants sud-occidentals del Tossal del Meler, a la riba esquerra del barranc de Caborriu. La part del sud-est de les costes formen el vessant de ponent del Tossal Forner.

## Etimologia
El nom d'aquesta costa, i el tossal proper del mateix nom, procedeix de l'activitat del que fou el seu parcer o propietari: meler, o recol·lector de mel.